# Отке, Анна Ивановна
Анна Ивановна Отке (род. 21 декабря 1974, Анадырь, Магаданская область) — российский политический и общественный деятель, член Совета Федерации России. Вошла в состав Комитета Совета Федерации по международным делам.
Из-за поддержки российско-украинской войны — под санкциями всех стран ЕС, Великобритании, США, Канады, Швейцарии, Австралии, Украины, Новой Зеландии.

## Биография
Родилась в 1974 году. В 1997 году окончила бакалавриат, в 1999 — магистратуру кафедры международного права Российского университета дружбы народов. Кандидат юридических наук, тема диссертации — «Международно-правовые аспекты экологической безопасности стран-участниц СНГ».
С 2005 по 2009 годы работала в аппарате губернатора и правительства Чукотского автономного округа главным специалистом управления по делам коренных малочисленных народов региона.
С 2009 по 2013 годы работала менеджером по вопросам социального развития в ЗАО «Чукотская горно-геологическая компания».
С 2011 года является президентом региональной общественной организации «Ассоциация коренных малочисленных народов Чукотки».
26 сентября 2013 года избранный губернатор Чукотки Роман Копин назначил Анну Отке представителем исполнительной власти региона в Совете Федерации.
Из-за поддержки российской агрессии и нарушения территориальной целостности Украины во время российско-украинской войны находится под персональными международными санкциями разных стран. С 9 марта 2022 года находится под санкциями всех стран Европейского союза. С 15 марта 2022 года находится под санкциями Великобритании. С 30 сентября 2022 года находится под санкциями Соединенных Штатов Америки. С 23 марта 2022 года находится под санкциями Канады. С 16 марта 2022 года находится под санкциями Швейцарии. С 21 апреля 2022 года находится под санкциями Австралии. С 7 сентября 2022 находится под санкциями Украины. С 3 мая 2022 года находится под санкциями Новой Зеландии.

## Награды
- 2017 — медаль ордена «За заслуги перед Отечеством» II степени